# 1934 (romanzo)
(Alberto Moravia, 1934, 1982)
1934 è un romanzo dello scrittore Alberto Moravia pubblicato nel 1982. Nello stesso anno, Moravia ha vinto il Premio Mondello (categoria Autore Italiano) per quest'opera e per Lettere dal Sahara.

## Trama
Il romanzo, ambientato interamente a Capri, narra la storia di un giovane intellettuale italiano, Lucio, alla ricerca di una risposta alla domanda (già presente nel Werther di Goethe): «È possibile vivere nella disperazione e non desiderare la morte?» quando, sul battello che da Napoli lo porta a Capri, incrocia gli occhi di una giovane ragazza germanica; di qui un'intensa e articolata conversazione fatta di sguardi. Lucio se ne innamora proprio perché rivede negli occhi di lei la sua propria grande disperazione, ma non appena il battello approda sull'isola, il marito di lei, che nell'euforia non viene notato dal giovane scrittore, lo riprende severamente per la sua indiscrezione; Lucio, non curante ed ormai innamorato, li segue.
Il giovane italiano afflitto costantemente dal suo interrogativo e deciso a "stabilizzare" la sua disperazione come condizione insita e connaturata nell'uomo, pensa che amare una donna possa essere una possibile soluzione; riesce dunque, rocambolescamente, a risiedere nello stesso hotel della coppia germanica. Nella sala da pranzo Lucio incontra di nuovo gli occhi tristi e quasi imploranti della giovane ragazza, fissi su di lui per tutta la durata del pranzo. Egli cerca di approcciare in tutte le maniere: vuole parlarle, ma incombe la gelosia del marito che interrompe la silenziosa conversazione fatta di sguardi e ammiccamenti; la ragazza, non curante dei contenuti scatti d'ira del marito, continua a fissare, immobile, Lucio che, ormai impaziente, cerca in tutti i modi di fissare un appuntamento o un incontro per parlarle. Lucio non sa cosa fare: la giovane tedesca è sinceramente interessata a lui ed egli lo sente, come sente che sarà il suo più grande amore.
I giorni seguenti Lucio rincorre la giovane germanica ovunque, cerca i suoi sguardi intensi e profondi, sente, nel vedere quegli occhi, che ha qualcosa di grande in comune con lei, quella stessa disperazione che in Lucio vuole essere "stabilizzata". Capisce dunque che lui stesso potrebbe "salvarla", e per la prima volta condividere il loro stato, risparmiando a entrambi il suicidio.

Inaspettatamente egli riesce, dopo svariate "conversazioni" fatte solamente di sguardi, a parlare con Beate: poche parole, e uno strano appuntamento: Beate si accorda con Lucio di venirlo a trovare quella stessa notte; in cambio Lucio avrebbe dovuto fare con lei "una certa cosa"; siccome Lucio era venuto a conoscenza della passione nutrita da Beate per Kleist (romantico poeta e drammaturgo tedesco), sul quale lo stesso Lucio si era laureato all'università di Monaco, egli subito associa quella "certa cosa" al suicidio a due: Kleist infatti si suicidò nel 1811 con l'amica Henriette Vogel.
In attesa di Beate Lucio fa la conoscenza di una governante caprese di origini russe, Sonia, un ex appartenente al Partito Socialista Rivoluzionario, una "morta vivente" di cui Lucio si interessa e con la quale trascorre il tempo prima della mezzanotte.

Di qui un improvviso cambio di scena: Beate parte senza far visita a Lucio. Il giorno prima aveva però annunciato a Lucio l'arrivo a Capri della sua sorella gemella Trude insieme alla madre; eccola infatti, la sera stessa: con sorpresa egli vede Trude e fa subito la sua conoscenza assieme alla madre, Paula. Dopo la cena Lucio e Trude passeggiano per le vie del paese al chiaro di Luna, ma Lucio è confuso e lo sarà anche nei giorni seguenti; lui ama Beate eppure Trude le assomiglia così tanto, ma è solo un'apparenza fisica: si rende conto di avere di fronte due persone caratterialmente opposte: Beate riservata, misteriosa, dagli occhi oscuri e profondi; Trude vulcanica, irriverente e sfacciata, dagli occhi scintillanti. Di nuovo, Lucio cade in una profonda riflessione: Trude aveva materialmente soppiantato Beate, ma Lucio amava la spiritualità di quest'ultima. Trude, interessata a Lucio, propone al giovane italiano di inscenare una sorta di teatro in cui la stessa Trude avrebbe preso le parti, anche quella spirituale, di Beate e con cui lui avrebbe potuto soddisfare le sue voglie. Lucio è ancora più confuso, ma improvvisamente Paula dialogherà con il giovane intellettuale raccontandogli che Beate non è mai esistita e che lo scambio di persona è stato solo un gioco innocente: lei in realtà non è la madre di Trude bensì una sua amica, ed insieme volevano solamente divertirsi alle spalle di un casanova italiano qualsiasi.
A questo punto, stordito ma allo stesso tempo cosciente, Lucio capirà "il teatro nel teatro" messo in piedi da Beate; anche Paula stava mentendo: Trude era un'invenzione, una caricatura, mentre la donna reale è lei, Beate, la disperata Beate dagli occhi tristi. 

Ma la verità e lo "scherzo" venuto alla luce nulla saranno di fronte al destino mortale di Paula e Trude, rivelatesi disperate amanti e complici, in un intreccio "pieno di letteratura" e dettato dal sottile legame di amore e morte.

## Edizioni
- Alberto Moravia, 1934, Milano: Bompiani, 1982
- Alberto Moravia, 1934, Milano: Tascabili Bompiani, 1984
- Alberto Moravia; 1934, introduzione di Renato Minore; bibliografia di Tonino Tornitore; cronologia di Eileen Romano, Milano: Bompiani, 1994
- Alberto Moravia; 1934, legge: Laura Bombana, Feltre: Centro Internazionale del Libro Parlato, 2018

Inoltre il libro è stato tradotto in francese, norvegese, ungherese e altre lingue.